# Yim Tin Tsai, Sai Kung
Yim Tin Tsai (kinesiska: 鹽田仔, 盐田仔) är en ö i Hongkong (Kina). Den ligger i den nordöstra delen av Hongkong. Arean är 0,24 kvadratkilometer. I omgivningarna runt Yim Tin Tsai växer i huvudsak städsegrön lövskog.